# Jane Asher
Jane Asher (født 5. april 1946 i london) er en engelsk skuespillerinde.

## Filmografi

### Film
| År   | Titel                        | Rolle                | Noter                                         | Ref   |
| ---- | ---------------------------- | -------------------- | --------------------------------------------- | ----- |
| 1952 | Mandy                        | Nina Roads           |                                               | [ 1 ] |
| 1955 | The Quatermass Xperiment     | Little Girl          |                                               | [ 1 ] |
| 1956 | Charley Moon                 | Benesta              |                                               | [ 2 ] |
| 1961 | The Greengage Summer         | Hester Grey          | Released as The Loss of Innocence in the U.S. | [ 1 ] |
| 1963 | Girl in the Headlines        | Lindy Birkett        | Released as The Model Murder Case in the U.S. | [ 1 ] |
| 1964 | The Masque of the Red Death  | Francesca            |                                               | [ 1 ] |
| 1966 | Alfie                        | Annie                |                                               | [ 1 ] |
| 1967 | The Winter's Tale            | Perdita              |                                               | [ 1 ] |
| 1970 | Deep End                     | Susan                |                                               | [ 1 ] |
| 1970 | The Buttercup Chain          | Margaret             |                                               | [ 1 ] |
| 1972 | Henry VIII and His Six Wives | Jane Seymour         |                                               | [ 1 ] |
| 1983 | Runners                      | Helen                |                                               | [ 1 ] |
| 1984 | Success Is the Best Revenge  | Bank Manager         |                                               | [ 1 ] |
| 1985 | Dreamchild                   | Mrs. Liddell         |                                               | [ 1 ] |
| 1988 | Paris by Night               | Pauline              |                                               | [ 1 ] |
| 1993 | Closing Numbers              | Anna                 |                                               | [ 1 ] |
| 2006 | Tirant lo Blanc              | Empress of Visaantia |                                               | [ 3 ] |
| 2007 | Death at a Funeral           | Sandra               |                                               | [ 1 ] |
| 2013 | I Give It a Year             | Diana                |                                               | [ 4 ] |
| 2015 | Drunk on Love                | Miss Sharp           |                                               | [ 1 ] |
| 2015 | Burn Burn Burn               | Amelia               |                                               | [ 1 ] |
| 2021 | Splinter                     | Psychiatrist         |                                               | [ 1 ] |
| 2024 | A Family Affair              | Margaret             |                                               | [ 1 ] |

### Tv
Skabelon:BLP sources section
| År        | Titel                        | Rolle                      | Noter                                          | Ref   |
| --------- | ---------------------------- | -------------------------- | ---------------------------------------------- | ----- |
| 1956      | The Adventures of Robin Hood | Alice                      | Episode 28: "The Children of Greenwood"        |       |
| 1961      | Home Tonight                 | Kathy                      | 5 episodes                                     |       |
| 1962      | The Prince and the Pauper    | Lady Jane Grey             | 3 episodes                                     | [ 1 ] |
| 1964      | The Saint                    | Rose Yearley               | Episode: "The Noble Sportsman"                 |       |
| 1964      | The Saint                    | Ellen Chase                | Episode: "The Invisible Millionaire"           |       |
| 1968      | Journey to the Unknown       | Marielle                   | Episode: "Somewhere in the Crowd"              |       |
| 1972      | The Stone Tape               | Jill Greely                | TV movie                                       |       |
| 1972      | Hedda Gabler                 | Thea Elvsted               | TV movie                                       |       |
| 1970      | Wicked Women                 | Anne-Maria Moody           | Episode: "Anne-Maria Moody"                    |       |
| 1973      | Wessex Tales                 | Lucy Saville               | Episode: "Fellow Townsmen"                     |       |
| 1977      | The Goodies                  | Caroline Kook              | Episode: "Punky Business"                      |       |
| 1978      | Hawkmoor                     | Lady Johane Williams       | 5 episodes                                     |       |
| 1978      | Hazell                       | Georgina Gunning           | Episode: "Hazell Plays Solomon"                |       |
| 1978      | Rumpole of the Bailey        | Kathy Trelawny             | Episode: "Rumpole and the Alternative Society" |       |
| 1981      | Brideshead Revisited         | Celia Ryder                | 2 episoder                                     |       |
| 1982      | East Lynne                   | Emma Vane                  | TV movie                                       |       |
| 1984      | A Voyage Round My Father     | Elizabeth                  | TV movie                                       |       |
| 1984      | Tales of the Unexpected      | Jane Oats                  | Episode: "The Last of the Midnight Gardeners"  |       |
| 1985      | The Mistress                 | Helen Carpenter            | 6 episodes                                     |       |
| 1988      | Wish Me Luck                 | Faith Ashley               | 22 episodes                                    |       |
| 1990      | French and Saunders          | Herself                    | Episode: “Episode 7”                           |       |
| 1991      | Murder Most Horrid           | Lydia Howling              | Episode : "The Girl from Ipanema"              |       |
| 1993      | French and Saunders          | Herself                    | Episode: “In Bed with French and Saunders”     |       |
| 2003      | Crossroads                   | Angel Sampson              | 18 episodes                                    |       |
| 2004      | Agatha Christie's Marple     | Mrs. Sylvia Lester         | Episode: "Murder at the Vicarage"              |       |
| 2005      | New Tricks                   | Lady Deeley                | Episode: "17 Years of Nothing"                 |       |
| 2006      | A for Andromeda              | Professor Madeleine Dawnay | TV movie                                       |       |
| 2007      | The Sarah Jane Adventures    | Andrea Yates               | 2 episodes; Whatever Happened to Sarah Jane?   |       |
| 2007–2010 | Holby City                   | Lady Byrne                 | 23 episodes                                    |       |
| 2008      | The Palace                   | Queen Charlotte            | 8 episodes                                     |       |
| 2009–2010 | The Old Guys                 | Sally                      | 12 episodes                                    |       |
| 2010      | Agatha Christie's Poirot     | Lady Mary                  | Episode: "Three Act Tragedy"                   |       |
| 2011      | Waterloo Road                | Margaret Harker            | 1 episode                                      |       |
| 2013      | Dancing on the Edge          | Mrs. Luscombe              | 3 episodes                                     |       |
| 2015      | Stella                       | Hazel                      | 3 episodes                                     |       |
| 2015      | Crossing Lines               | Jane Clerkenwell           | 2 episodes                                     |       |
| 2015–2016 | Eve                          | Mary Douglas               | 13 episodes                                    |       |
| 2015–2016 | Best Bakes Ever              | Herself                    | Presenter: 24 episodes                         |       |
| 2023      | The Wedding Veil Journey     | Lady Dalton                | TV movie                                       |       |